# Les Gonaïves
Les Gonaïves, in creolo haitiano Gonayiv, è un comune di Haiti, capoluogo dell'arrondissement omonimo e del dipartimento dell'Artibonite.

## Indipendenza
Les Gonaïves è chiamata la "Città dell'indipendenza" perché Jean-Jacques Dessalines dichiarò qui l'indipendenza di Haiti il 1º gennaio 1804, dopo la vittoria delle sue truppe contro quelle di Napoleone Bonaparte, comandate da Rochambeau, nella Battaglia di Vertières del novembre 1803.